# Katarzyna Klata
Katarzyna Klata (Kowalska) är en bågskytt från Polen. Hon tog brons vid olympiska sommarspelen 1996 i Atlanta.